# Tōdai-ji
Tōdai-ji (東大寺, Tōdai-ji, Grande Templo Oriental) é um complexo budista na cidade de Nara, no Japão. O templo recebeu este nome por se situar a leste do Palácio Heijō). Seu Jardim do Grande Buda (大仏殿, Daibutsuden ) abriga a maior estátua do mundo de bronze do Buda Vairochana, conhecido no Japão simplesmente como Daibutsu (大仏). O templo também serve como a sede japonesa da escola de budismo Kegon e é classificado pela UNESCO como Patrimônio da Humanidade dentro dos Monumentos Históricos da Antiga Nara, juntamente com sete outros locais, incluindo templos, santuários e lugares na cidade de Nara.

## História

### Contexto
No período Nara , a civilização chinesa tinha uma grande influência sobre o Japão, com base no Estado da gloriosa Dinastia Tang. Assim, com uma administração centralizada e uma poderosa aristocracia começaram a implementar o modelo da burocracia chinesa, ao mesmo tempo que o budismo começou a se espalhar pelo arquipélago, aumentando a necessidade de imagens religiosas. A necessidade de acomodar a crescente burocracia forçou a corte imperial escolher uma nova capital Heijō-kyō em 710 (atual Nara).
A partir do deslocamento da capital no início do período Tenpō, durante o qual as grandes construções de templos budistas vão ocorrer. Estes templos grandes têm um impacto muito significativo sobre as pessoas que vêem esta nova religião uma fonte de proteção poderosa para o país. O Imperador Shomu foi o principal arquiteto da construção de Todai-ji, influenciada pela grandeza da China da Era Tang e forte defensor do budismo, que fortalecia a unidade e poder do Estado, buscando dar ao Imperador um papel mais central e essencial na vida política do Japão em relação a diferentes famílias ou facções da corte.

### Raízes

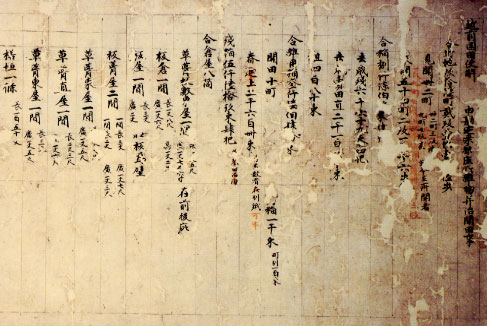
Registros das terras do templo na Província de Echizen em 757

O início da construção do templo onde o gigantesco complexo de Todai-ji se situa atualmente pode ser datado de 728, quando o Imperador Shomu (Kinshōsen-ji, 金钟山寺) resolver prestar uma homenagem a seu primeiro filho com Kōmyōshi do clã Fujiwara, o príncipe Motoi que morrera um ano após seu nascimento.
Durante a Era Tenpyō-hōji , o Japão sofreu com uma série de desastres e epidemias. Foi depois de sofrer estes problemas que o Imperador Shomu emitiu um édito em 741 para promover a construção de templos provinciais em todo o país. Tōdai-ji (ainda chamado Kinshōsen-ji nessa época) foi apontado como o templo da Província de Yamato e como principal templo de todos os templos provinciais. Havia um alto grau de instabilidade durante este período: uma tentativa de golpe de estado orquestrado pelo príncipe Nagaya em 729, um surto de varíola em torno de 735-737, agravada por anos consecutivos de colheitas ruins, seguido da rebelião liderada por Fujiwara no Hirotsugu em 740, o país estava numa situação caótica com o Imperador Shomu sendo forçado a transferir a capital do império quatro vezes.

### Seu papel no Budismo Japonês

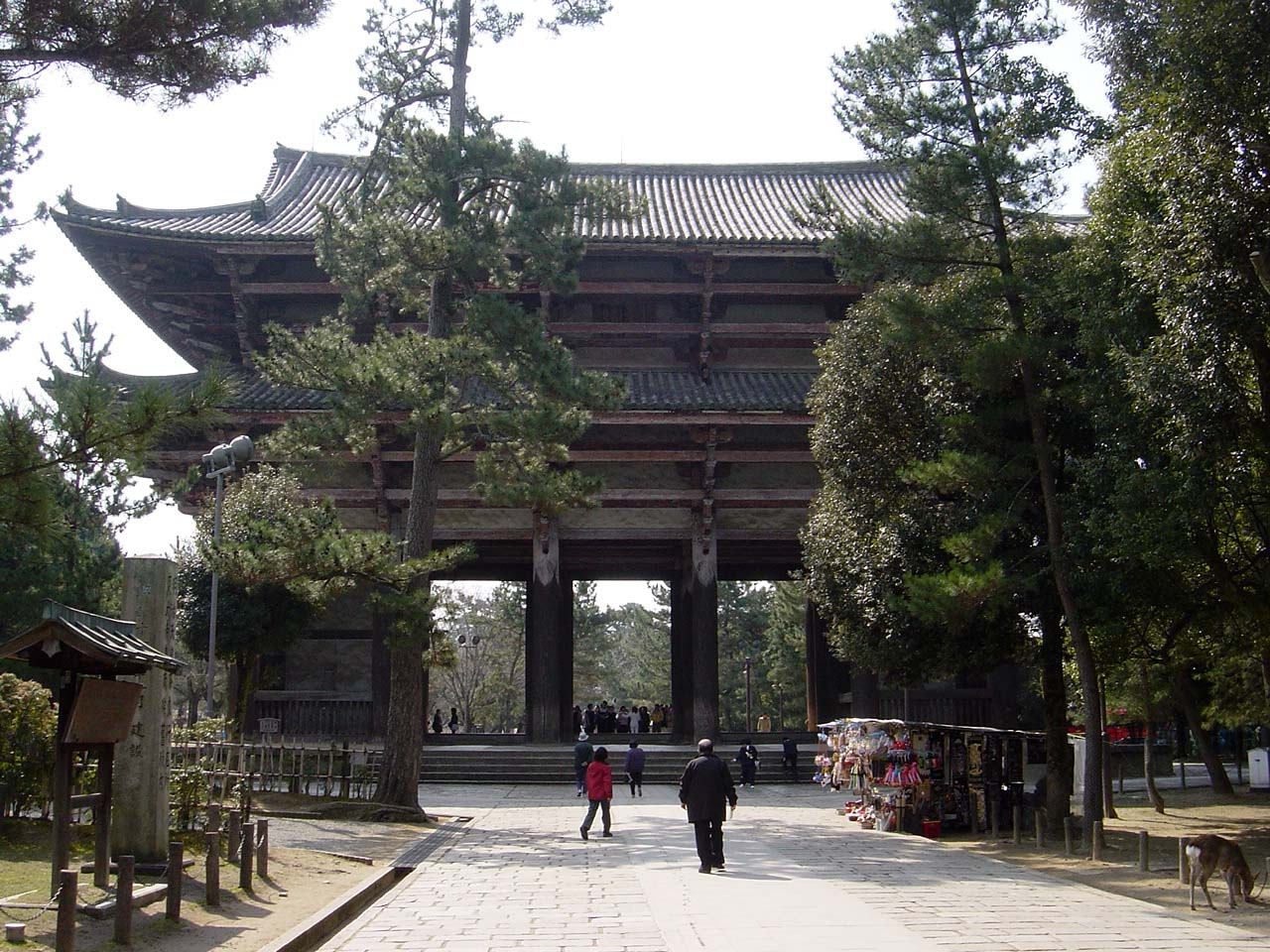
A entrada principal de Tōdai-ji

Sob o  sistema de governo Ritsuryō no Período Nara , o budismo foi fortemente regulado pelo Estado através do Sōgō (僧綱,  Escritório de Assuntos Sacerdotais). Durante este tempo, Tōdai-ji serviu como sede administrativa central para os templos provinciais e para as seis escolas budistas que existiam no Japão naquele momento: o Hosso , Kegon , Satyasiddhi (Jōjitsu) , Sanron , Ritsu e Kusha. Cartas que datam dessa época mostram que todos estas escolas budistas tinham escritórios no Tōdai-ji, e eram completos com os administradores, santuários e sua própria biblioteca.
O Budismo japonês durante essa época ainda mantinha a disciplina do Vinaya e todos os monges oficialmente licenciados tiveram que tomar sua ordenação do Vinaya no Tōdai-ji. Em 754,  as ordenações eram feitas por Ganjin (que chegou ao Japão depois de superar as dificuldades ao longo de 12 anos e seis tentativas de atravessar o mar da China, pela Imperatriz Koken , pelo ex-Imperador Shomu entre outros. Vários monges budistas, incluindo Kūkai e Saichō foram ordenados em Todai-ji. Durante a administração de Kukai do Sogo, cerimônias de ordenação adicionais foram feitas no Tōdai-ji, incluindo a ordenação dos preceitos do Bodhisattva do Brahmajala Sutra e os preceitos esotérico (ou Samaya)de Kūkai da recém-criada escola de budismo Shingon . Além disso, Kūkai adicionou um local para a prática do Abhiseka para o uso de monges iniciantes das seis escolas de Nara nos ensinamentos esotéricos por volta de 829.
Durante o auge do seu poder, a famosa cerimônia Shuni-e foi inaugurada pelo monge Jitchū em Tōdai-ji e continua até hoje.

### Declínio
Quando o centro de poder no Budismo Japonês passou passou de Nara para o templo Enryaku-ji (localizado no Monte Hiei perto de Quioto) e para a seita Tendai , e mais tarde, quando a capital do Japão mudou-se para Kamakura , o papel de liderança de Tōdai-ji também caiu. Nas gerações posteriores, a linhagem Vinaya também perdeu sua importância, apesar de repetidas tentativas de reanimá-la, dessa forma as cerimônias de ordenação não mais se realizaram em Tōdai-ji.

## Arquitetura

### A construção inicial

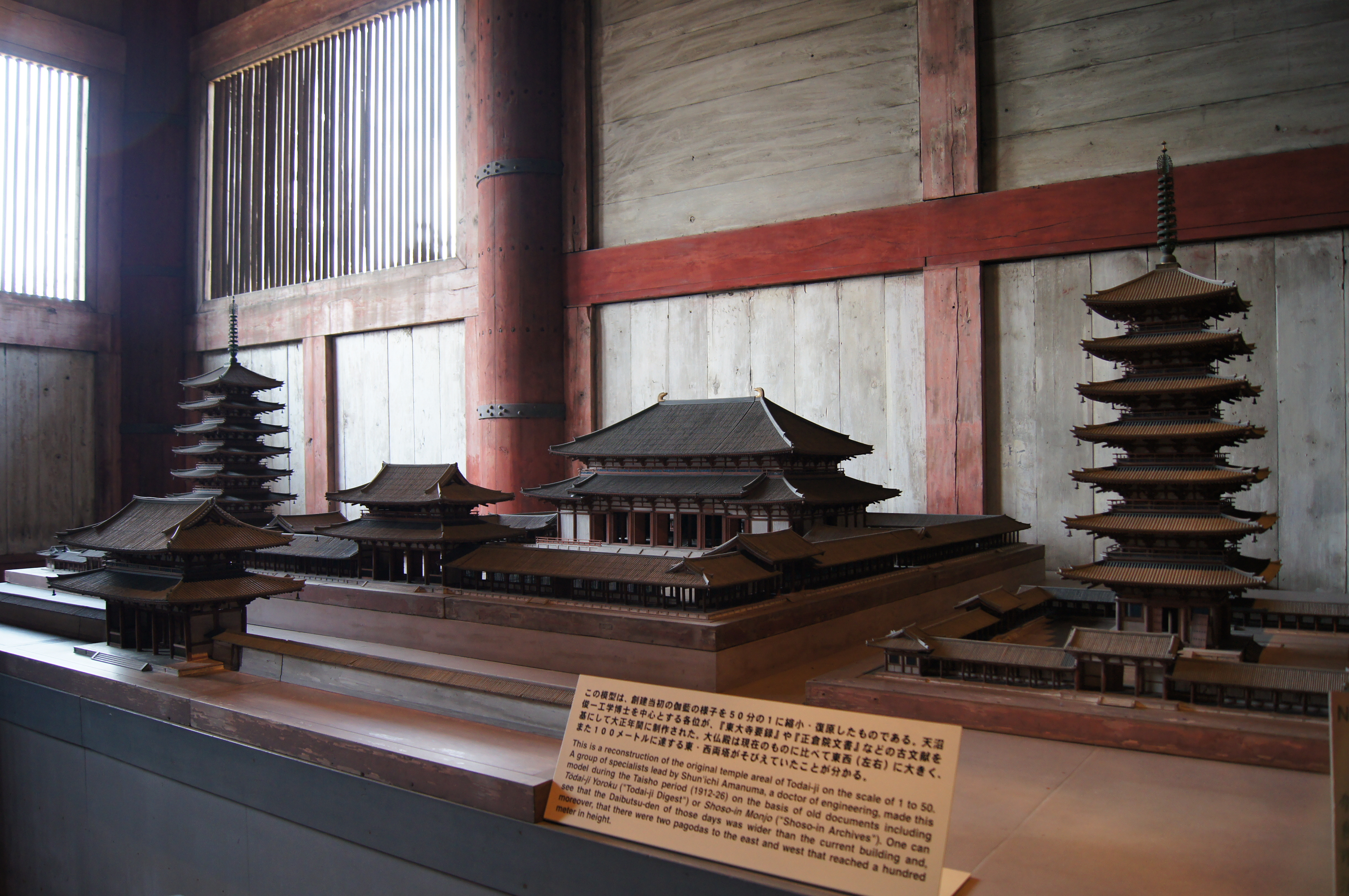
Maquete do templo original: Daibutsu-den no centro, flanqueados por dois pagodes

Em 743, o Imperador Shomu emitiu uma lei em que afirmava que todas as pessoas deveriam se envolver diretamente no estabelecimento de novos templos budistas em todo o Japão. Sua crença pessoal era de que mostrando tal piedade iria inspirar Buda a proteger seu país de novos desastres. Gyōki , com seus alunos, viajou para as províncias pedindo doações. De acordo com os registros mantidos em Tōdai-ji, mais de 2.600.000 pessoas ajudaram a construir o Grande Buda e seu Jardim. Alcançando uma altura de 16 m, o Buda original foi construído de um conjunto de oito peças que levaram três anos para serem fundidas, da cabeça e pescoço foram construídos em conjunto como um elemento separado. A construção da estátua foi iniciada em Shigaraki. Depois muitos incêndios e terremotos, a construção foi finalmente retomado em Nara, em 745, e do Buda foi finalmente concluído em 751. Um ano depois, em 752, a cerimônia de abertura dos olhos (Kaiguen Shiki) foi realizada com a presença de 10 mil pessoas para celebrar a conclusão do Buda. O monje indiano Bodhisena realizou a cerimonia na presença do Imperador Shomu. O projeto quase faliu a economia do Japão, consumindo a maior parte do bronze disponível na época.
O complexo original continha também dois pagodes ( tō em japonês) com sete andares que simbolizam os cinco elementos tradicionais e o sol e a lua. Com mais de cem metros de altura, o dobro dos mais altos pagodes japoneses existentes hoje em dia, mas mostram o domínio da construção de madeira com moldura, talvez perdendo apenas para as pirâmides do Egito. Estes prédios não existem mais foram destruídos por um terremoto.

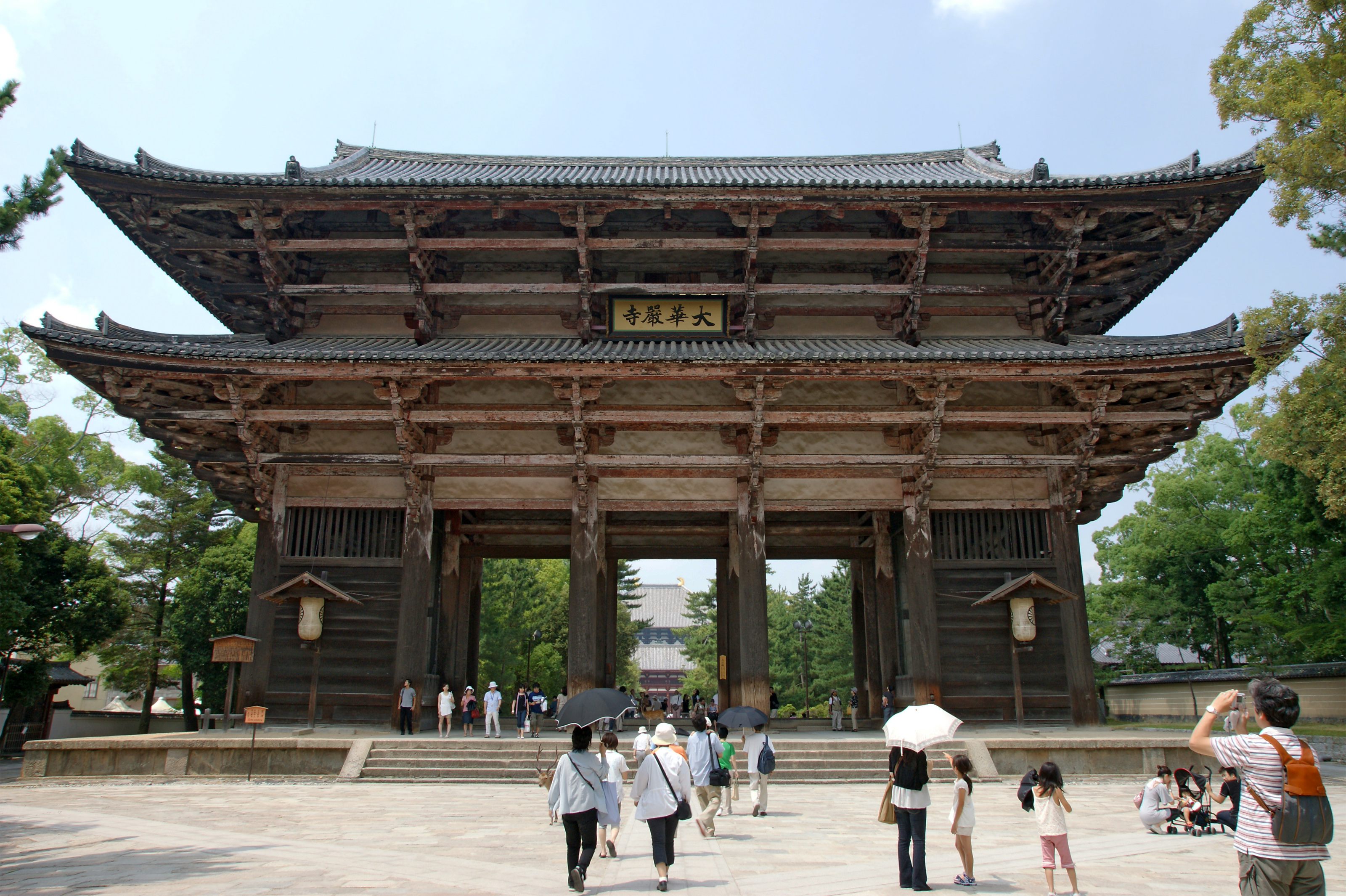
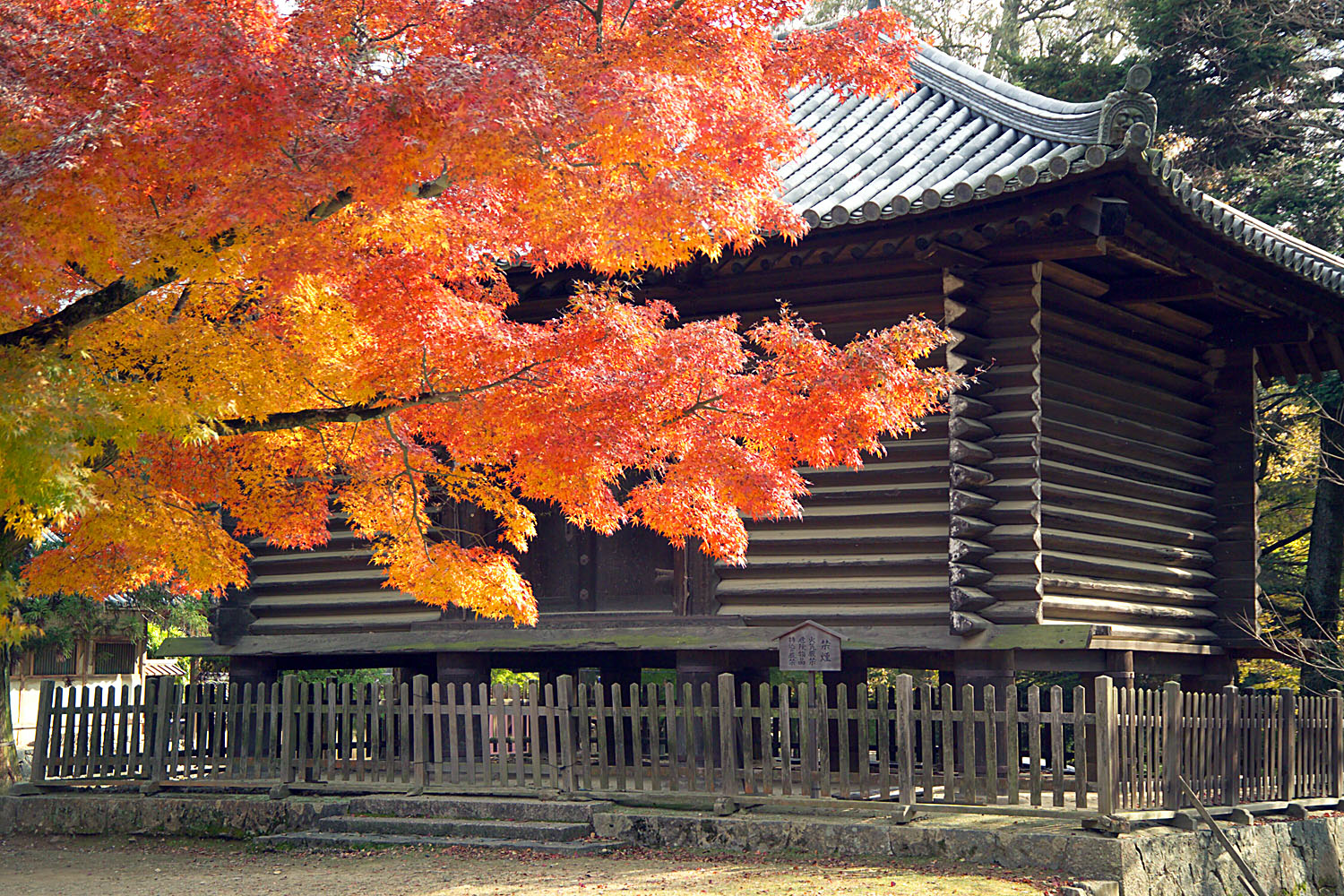
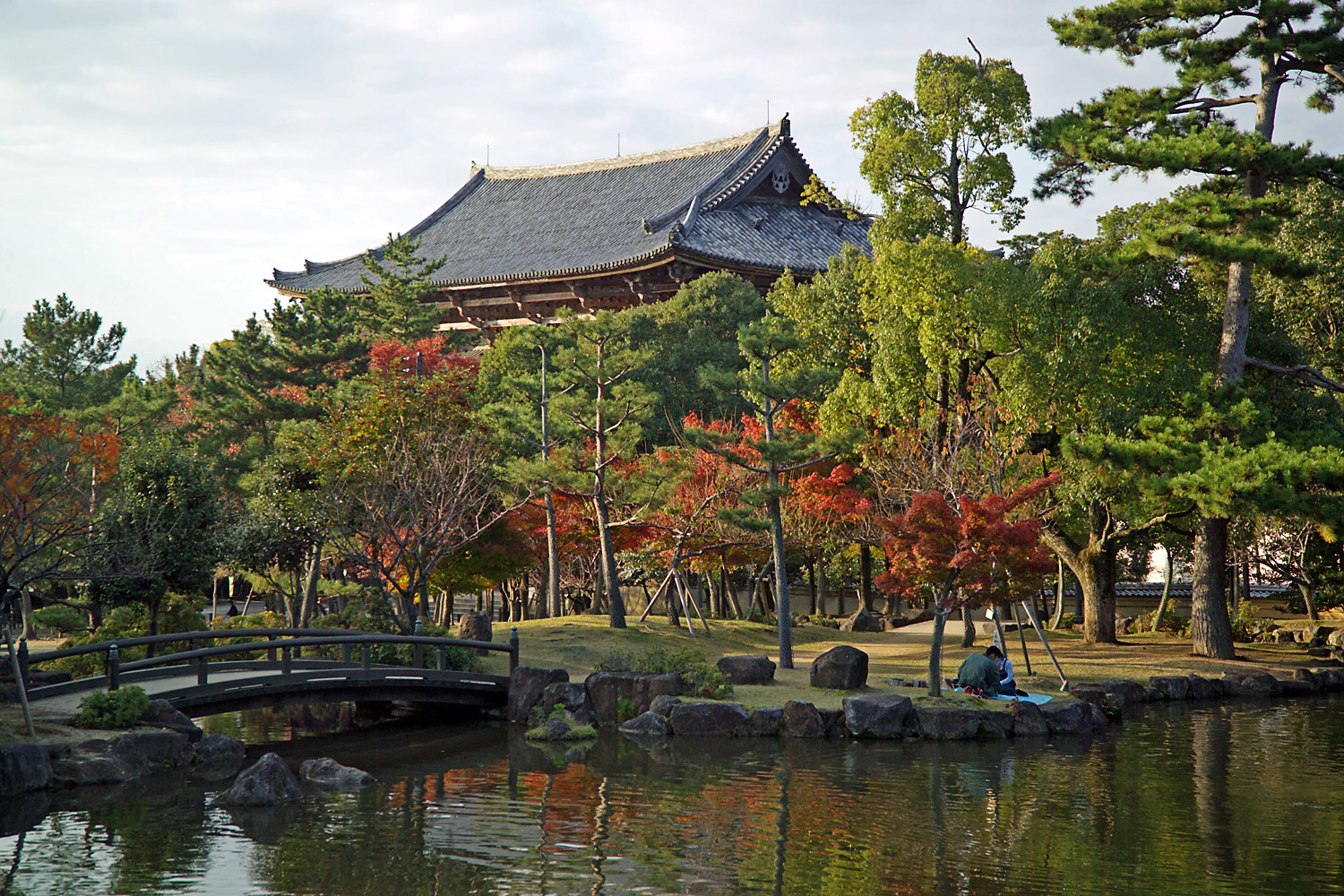
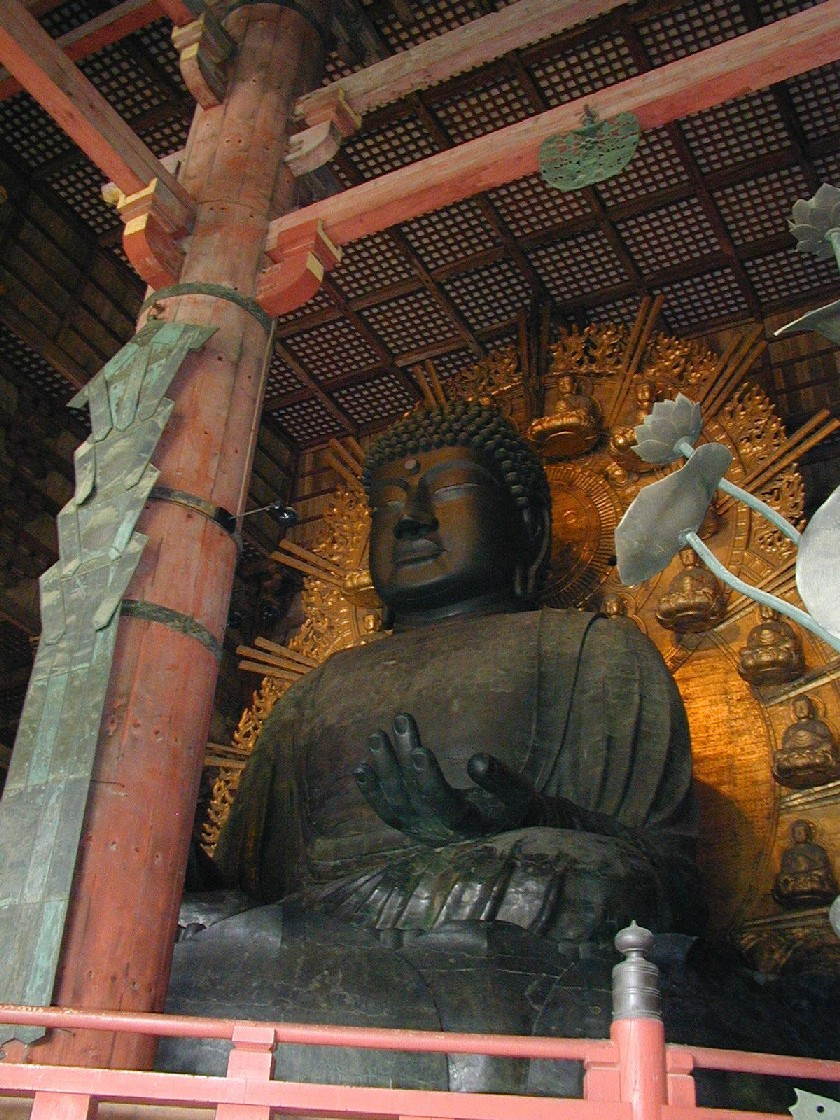
Vairocana
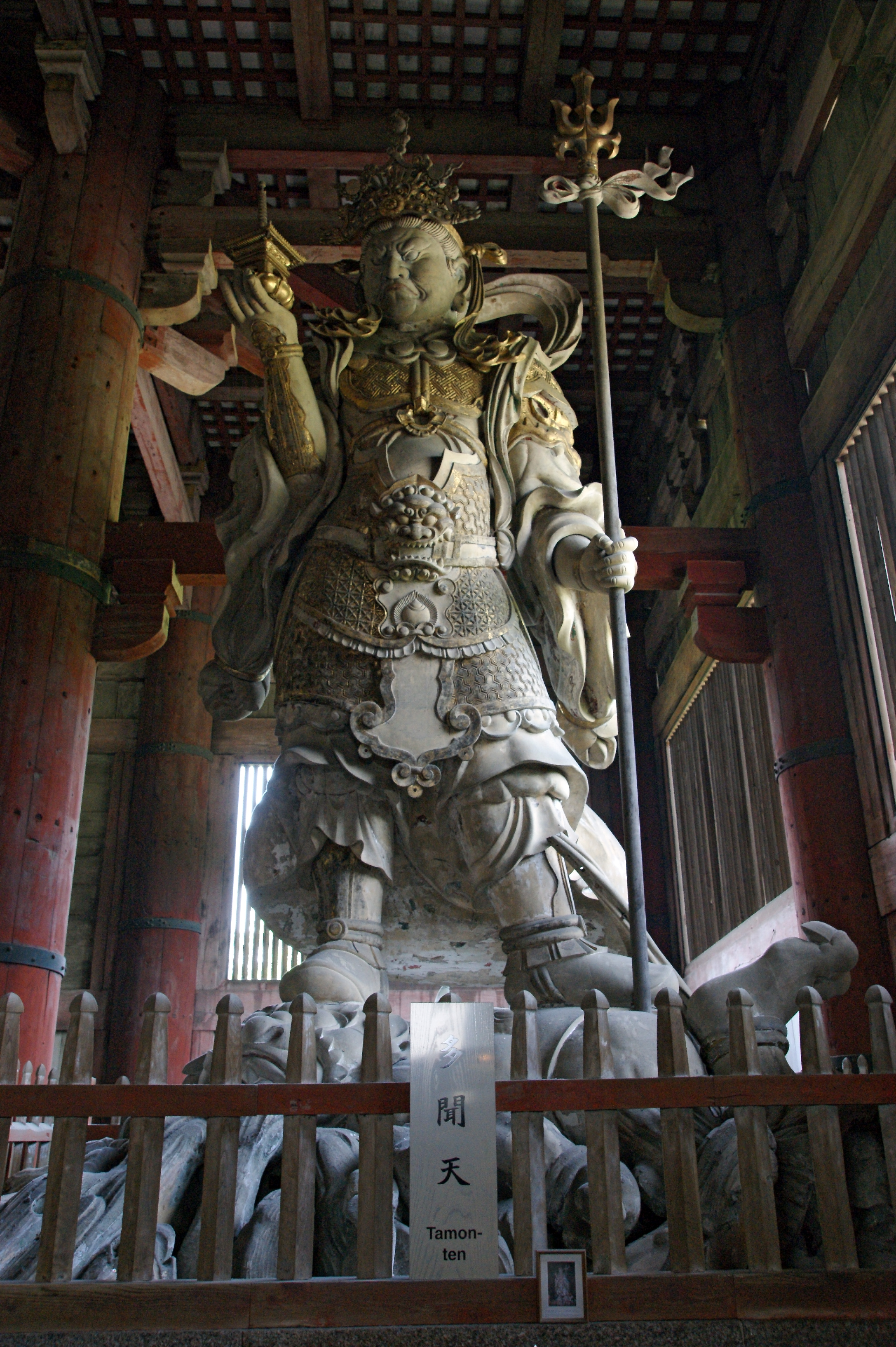
Deva (budismo)
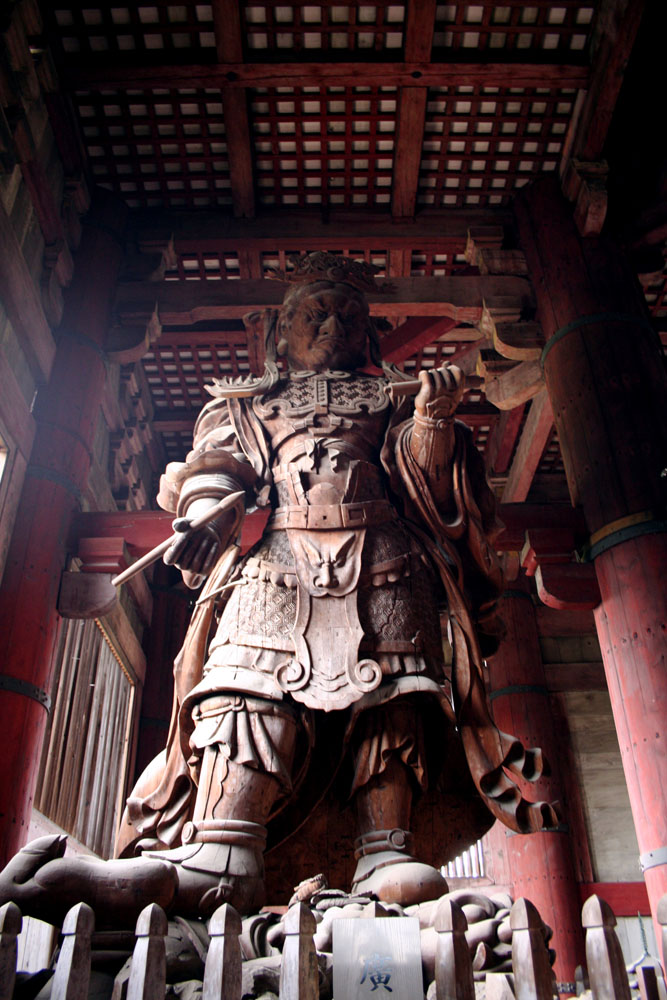
Komokuten
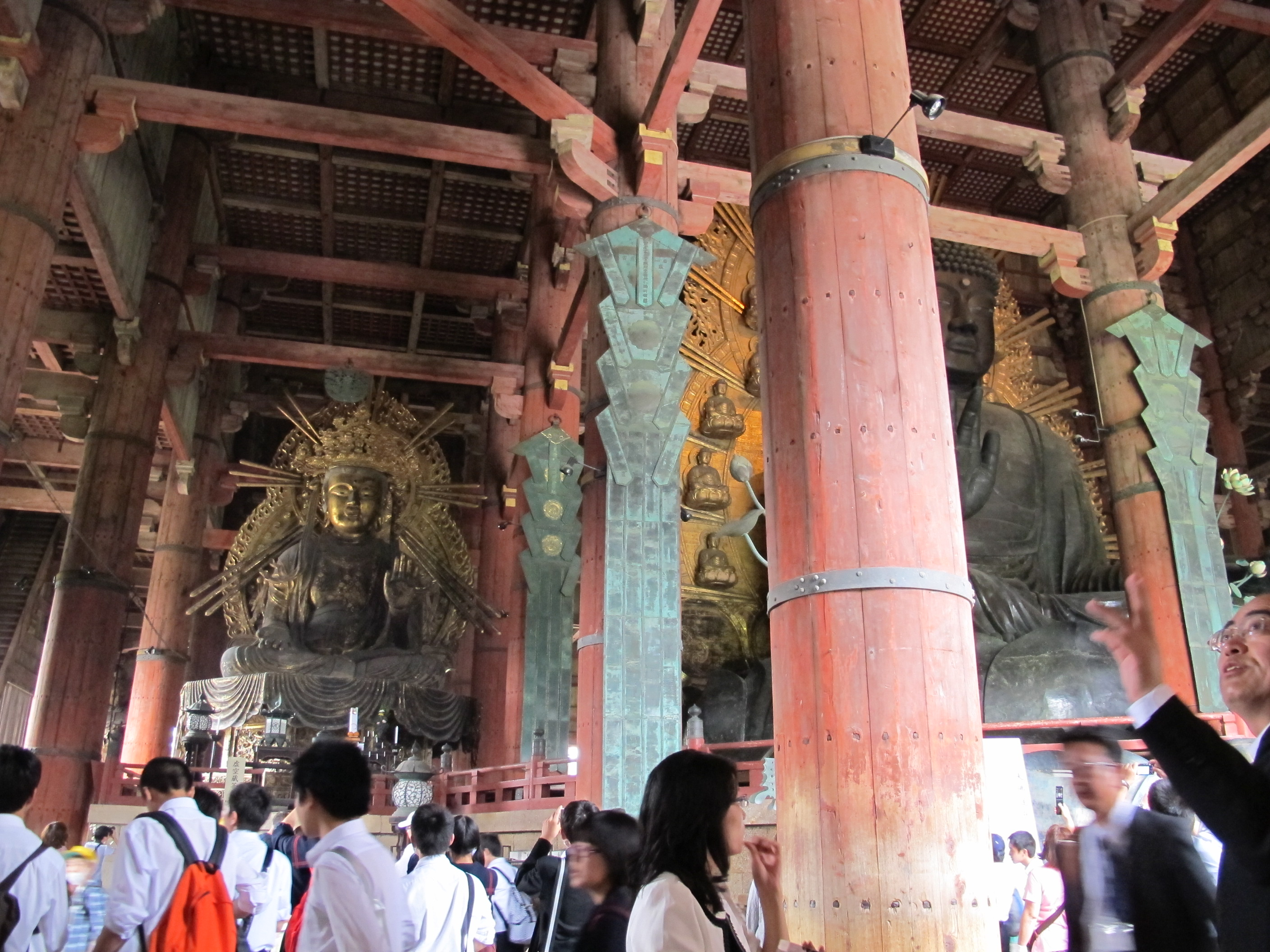
Kokūzō Bosatsu
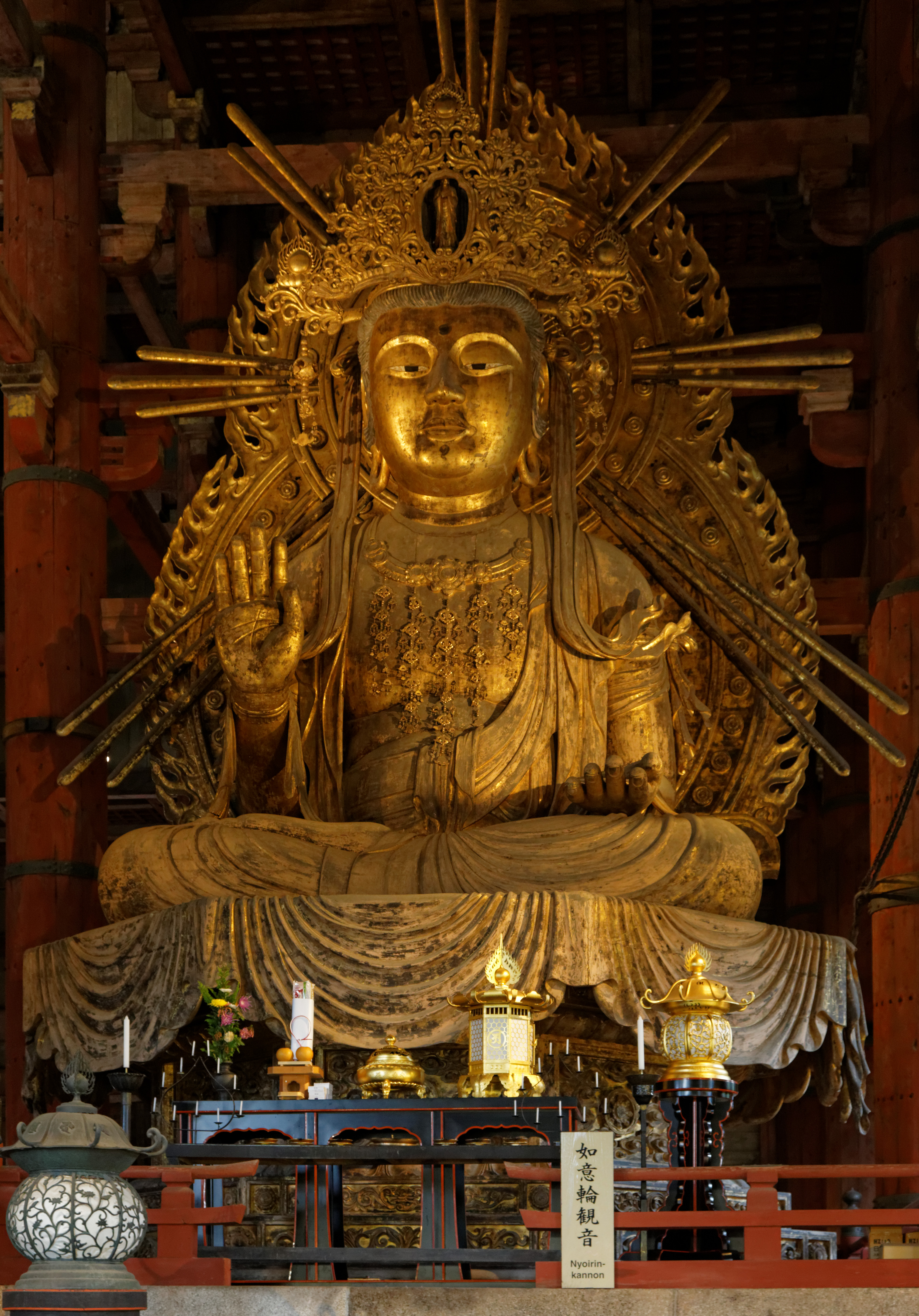
Nyoirin-kannon
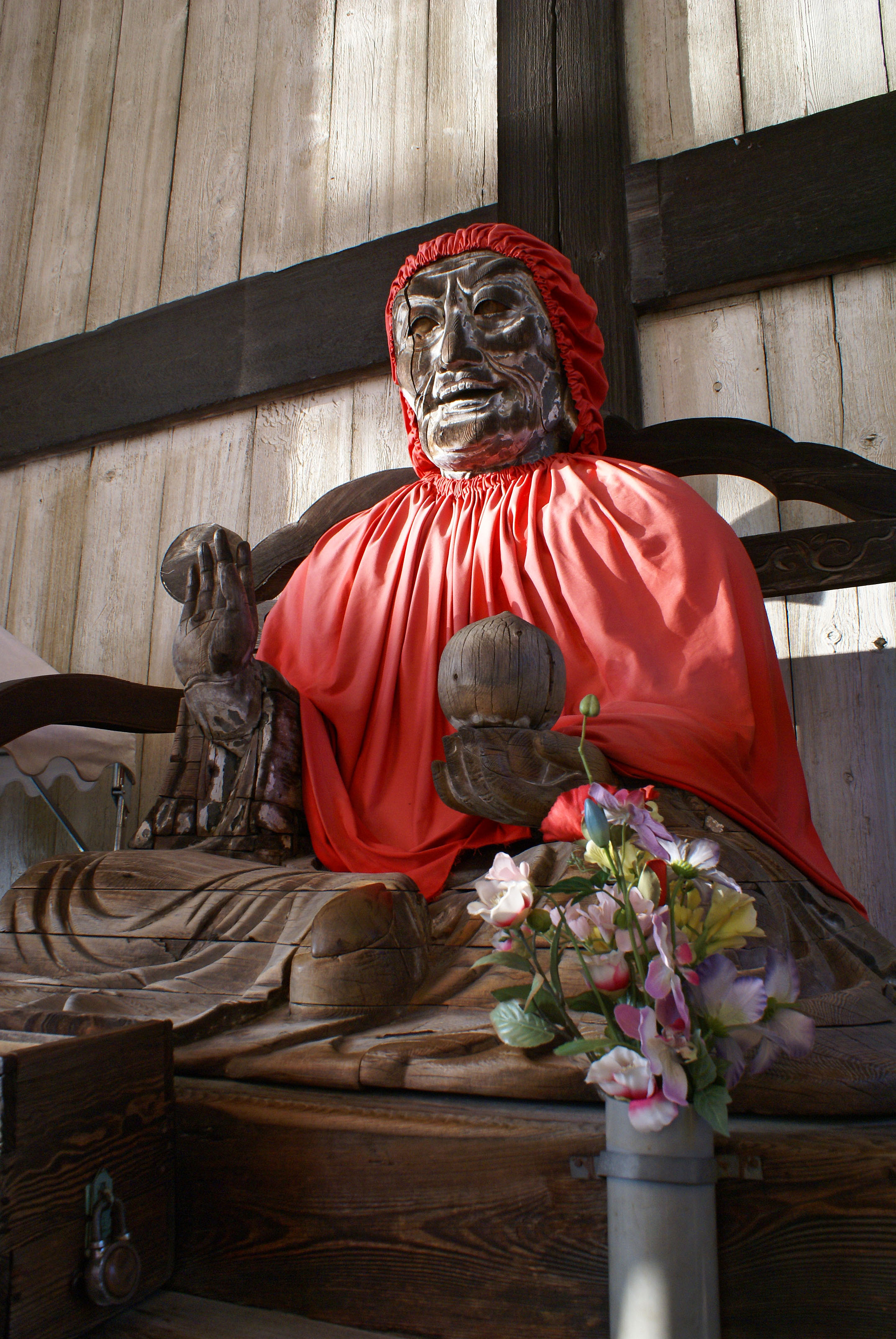
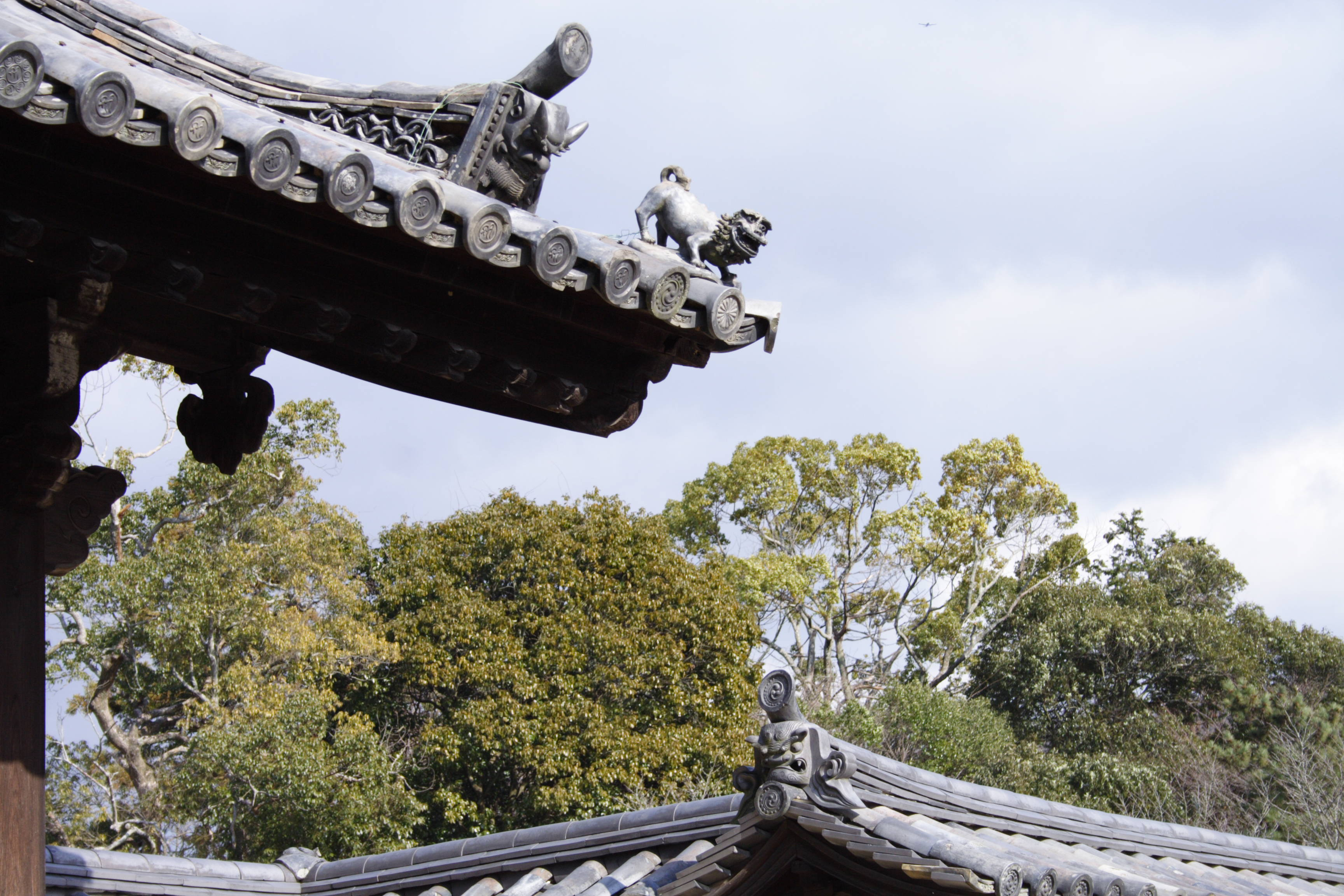
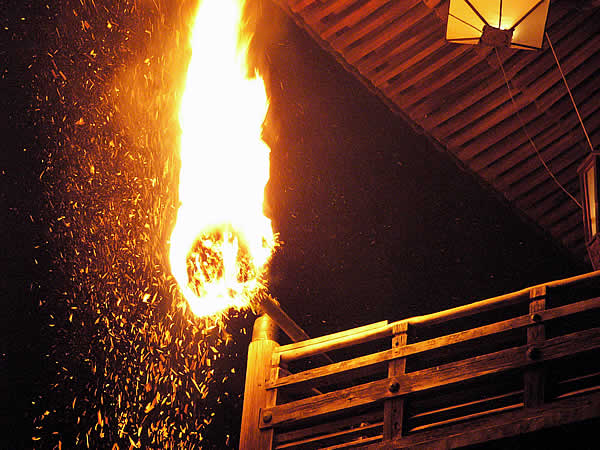
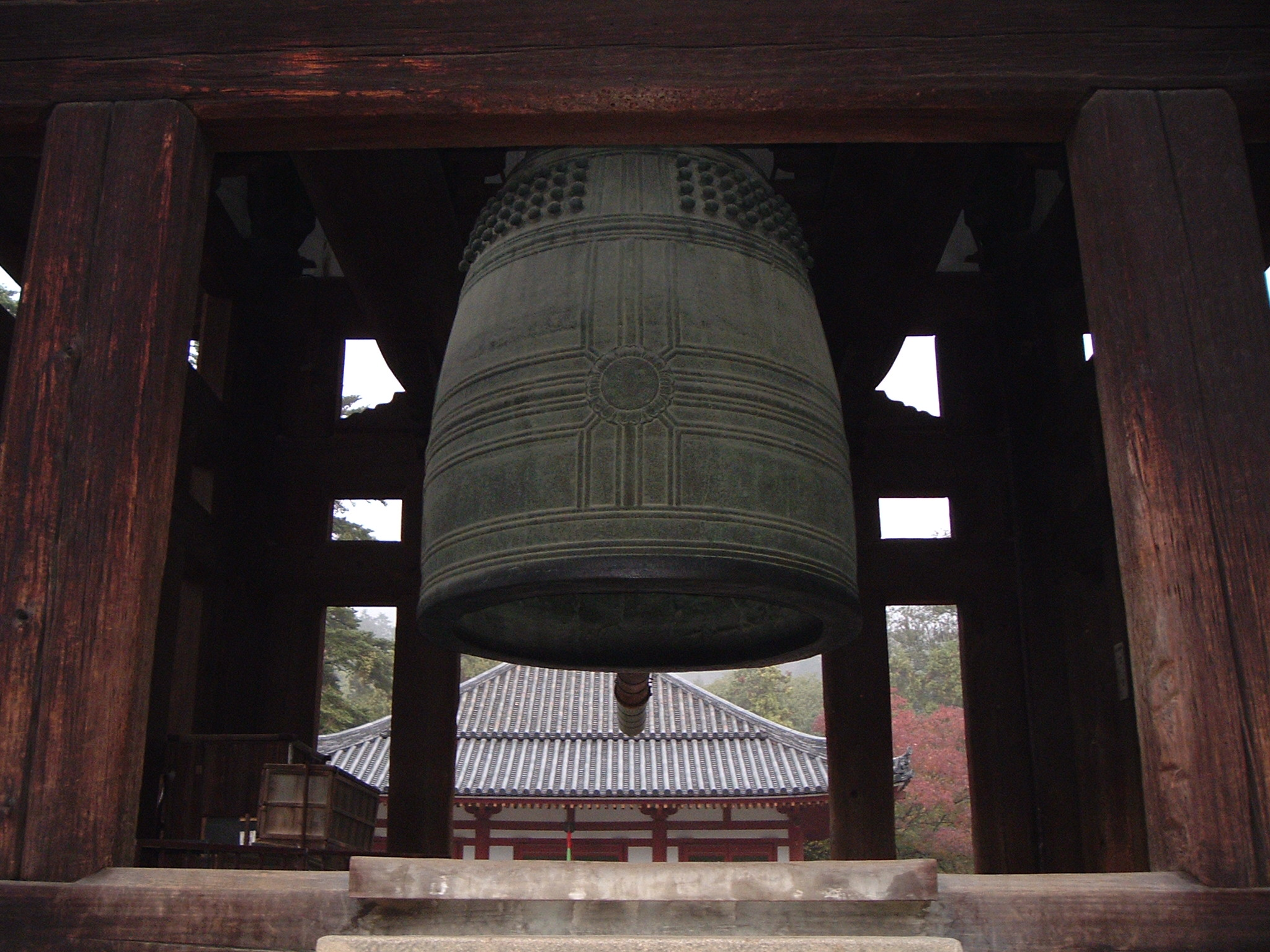